# متحف والترز
{{صندوق معلومات متحف
|اسم=
|اسم محلي=
|صورة=Walters-museum-building 1.jpg
|حجم=
|تعليق=
|تأسيس =1934
|عنوان=ماونت فيرنون، بالتيمور
|بلد=الولايات المتحدة
|نوع=متحف فني
|مجموعات=
|زوار=
|وسائل النقل=
|موقع=الموقع الرسمي

متحف والترز للفنون (بالإنجليزية: Walters Art Museum)‏ هو متحف يقع في بلتيمور بالولايات المتحدة الأمريكية. وقد جمعت معظم محتويات المتحف من أب ابنه: بدأ «وليام والترز» (1819-1894) بتجميع مقتنيات بعدما ذهب إلى باريس بسبب الحرب الأهلية الأمريكية، ثم خلفه إبنه «هنري والترز» (1848–1931), الذي أكمل المحتويات وأعد لها قصرا بني لهذا الغرض في عام 1909 في بلتيمور، شارع تشارلز.
عند وفاة هنري كان المتحف يحتوي على نحو 22.000 تحفة فنية. وأهداه هنري إلى مدينة بلتيمور لكي يكون يزوره الجمهور العادي ويستمتع بمشاهدة ما فيه.
كان المتحف معروفا في البدء بمعرض والترز للفنون، وكان يحوي آثار من مصر القديمة وعلى تماثيل من الإغريق وتوابيت من الرومان. كما كان يحوي على أعمال من العاج من العصور الوسطى، وأعمال فنية من عصر النهضة، وبعض لوحات فناني القرن التاسع عشر، وبعض من السيراميك الصيني، وجواهر من الشرق الأوسط القديم والعراق.
في عام 2000 غير معرض والترز للفنون إلى متحف والترز للفنون حتى يعكس صورته كمؤسسة حكومية تخدم الجماهير.
يحوي المتحف بعض الآثار الفرعونية والآثار الإسلامية.
كما يعرض فيه أوراق البردى حول تاريخ مصر القديم. وبها مخطوطات للقرآن الكريم.
يحوي المتحف على قطع فنية من مختلف بلاد العالم من منطقة الشرق الأوسط، ومن شرق آسيا، ومن أمريكا، ومن العصور الوسطى من أوروبا، وأعمال فنية من العصر الحديث.

## من مجموعاته الأثرية

### أثار العصور القديمة
وهي آثار من عهد الفراعنة والنوبة واليونان وروما ومن الشرق الأوسط. من روائع ما فيه رأس الإلهة المصرية القديم سخمت في صورة اللبؤة، يبلغ وزن الرأس نحو 1500 كيلوجرام.

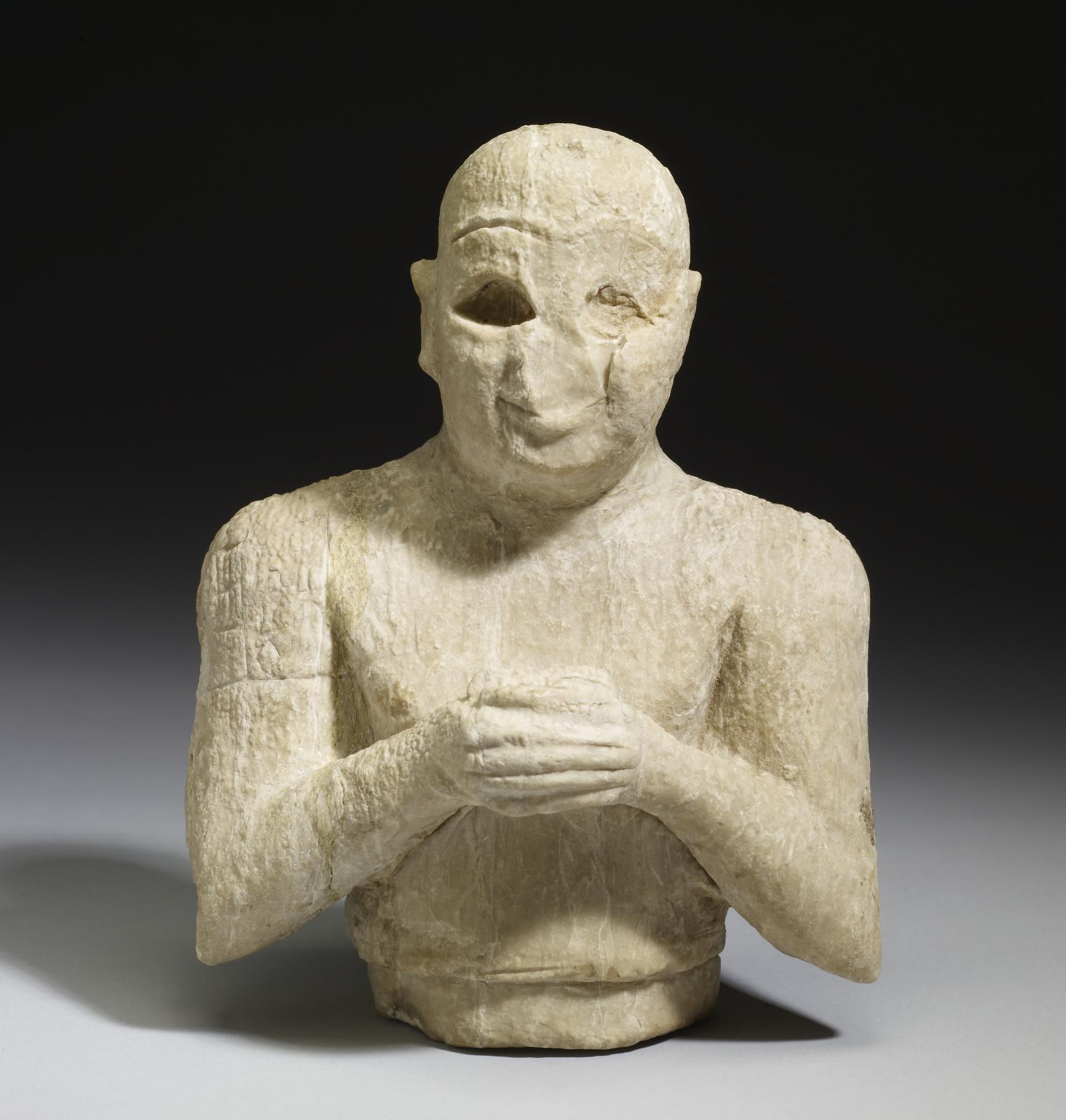
فن بلاد الرافدين male worshiper, c.2300 BC
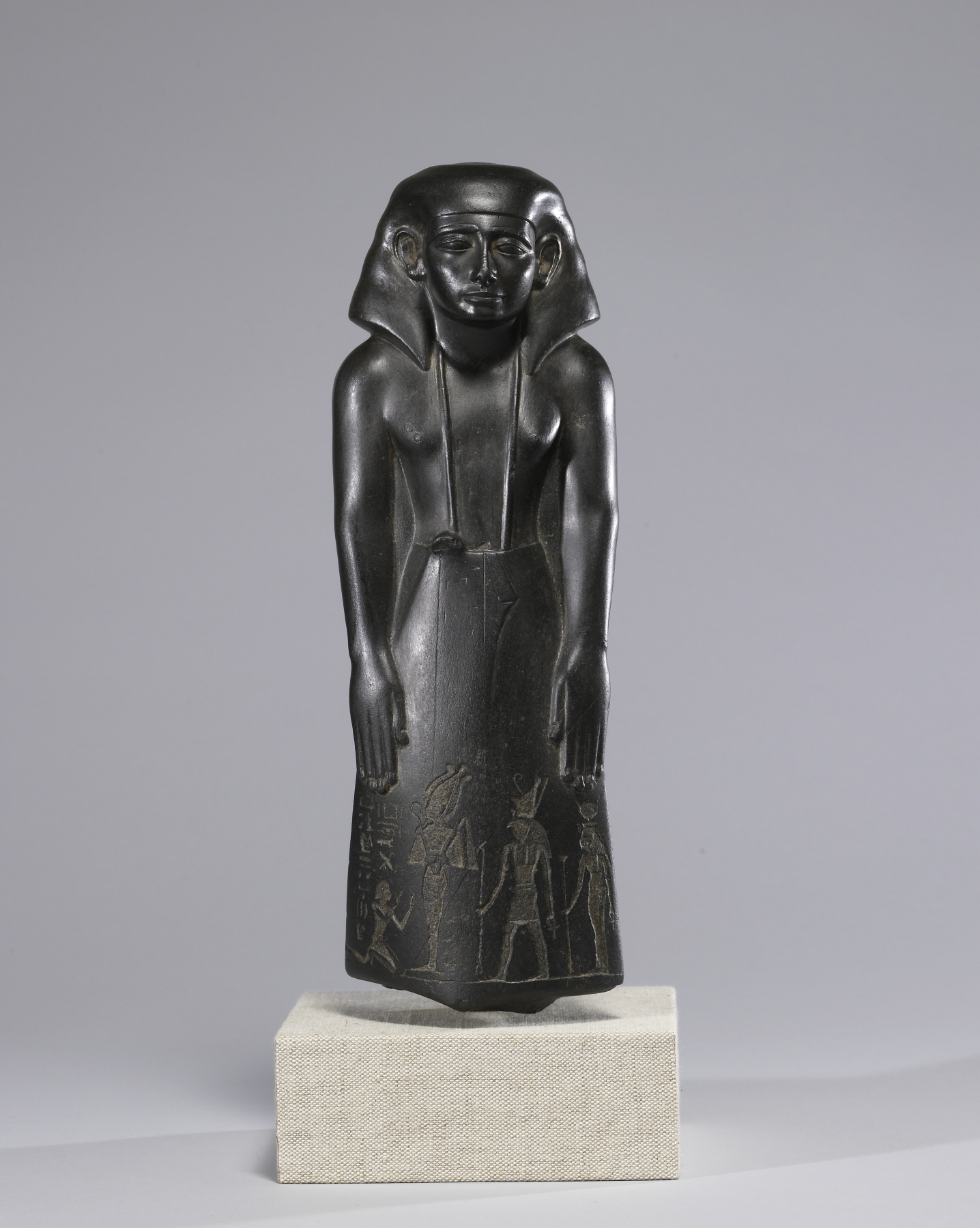
Padiiset's Statue, illustrates كنعانيون - مصر القديمة trade, c.1700 BC (inscription c.900 BC)
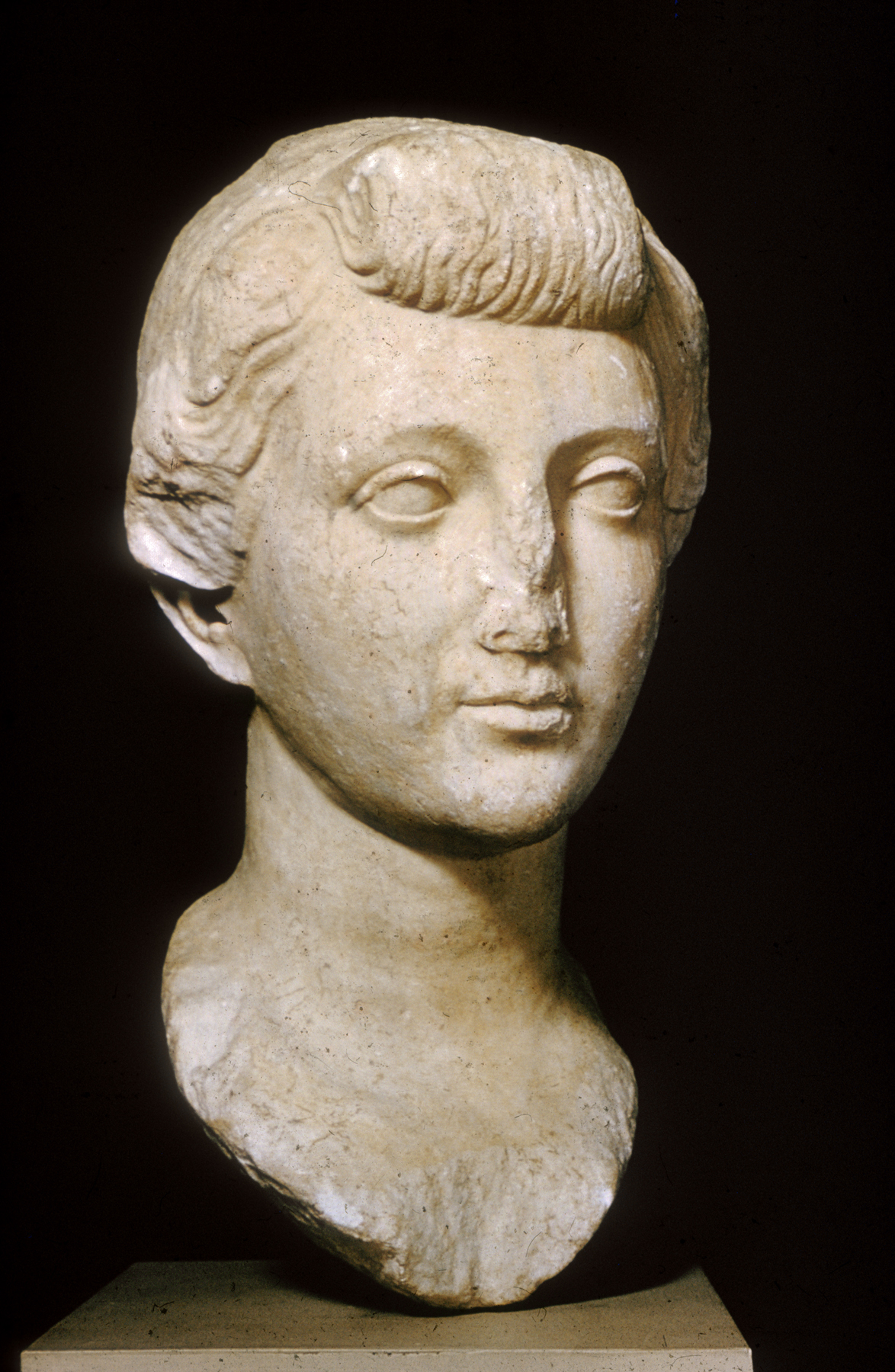
Portrait bust of ليفيا دروسيلا, wife of أغسطس (إمبراطور), c.35 BC
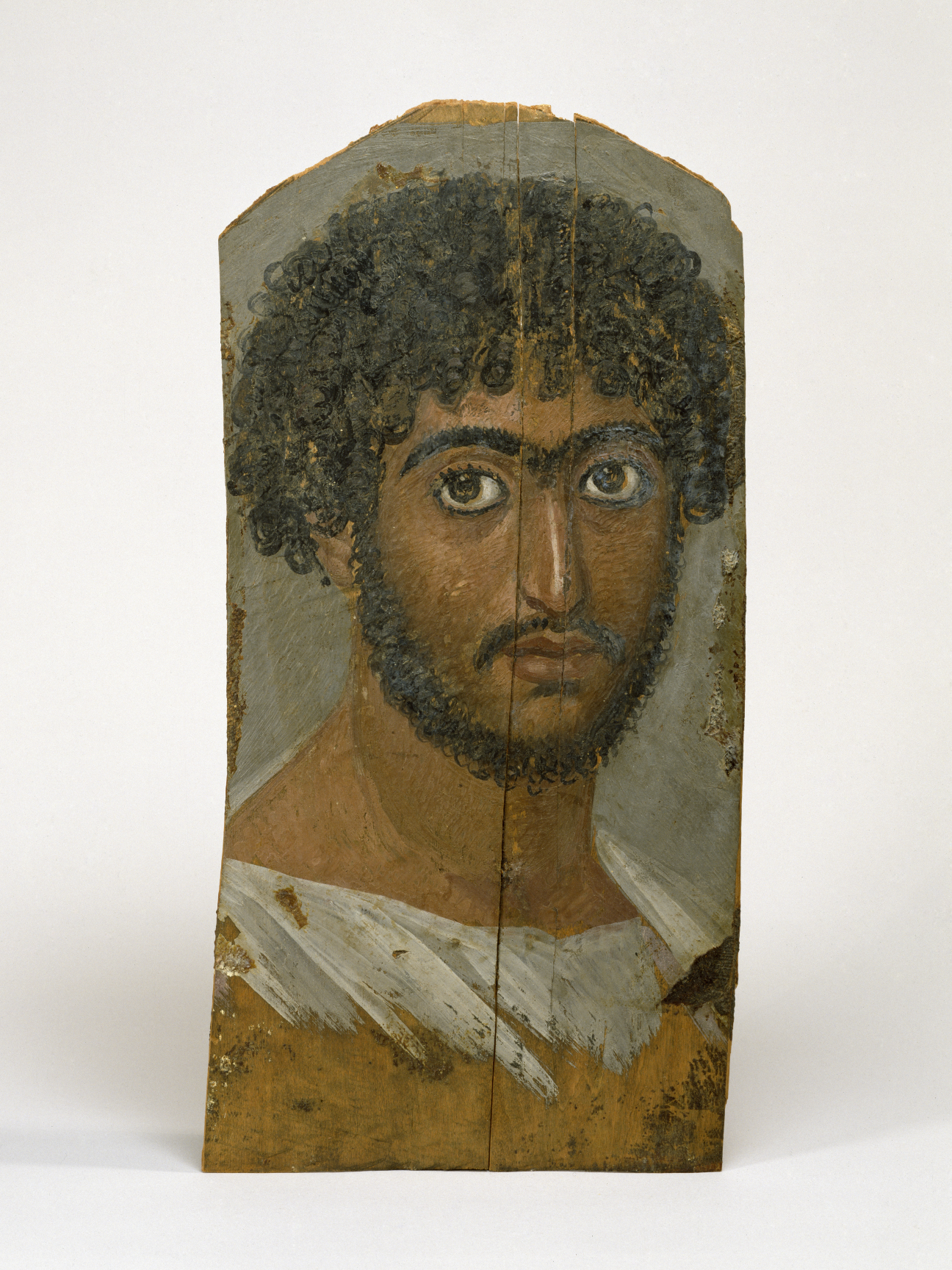
لوحات مومياوات الفيوم, Roman Egypt, c.175 AD
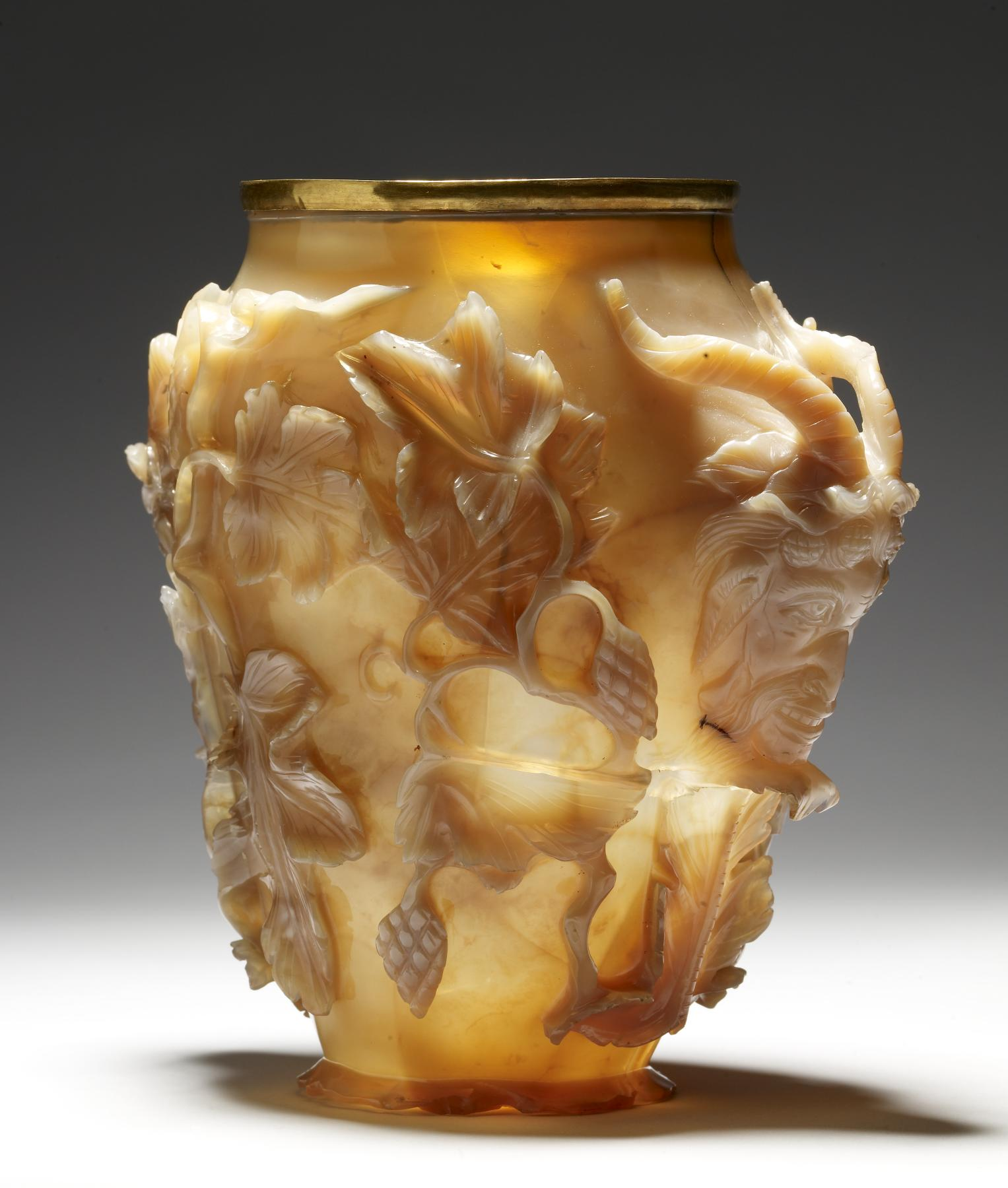
The "Rubens Vase", an عقيق نحت الحجر الصلب of c. 400
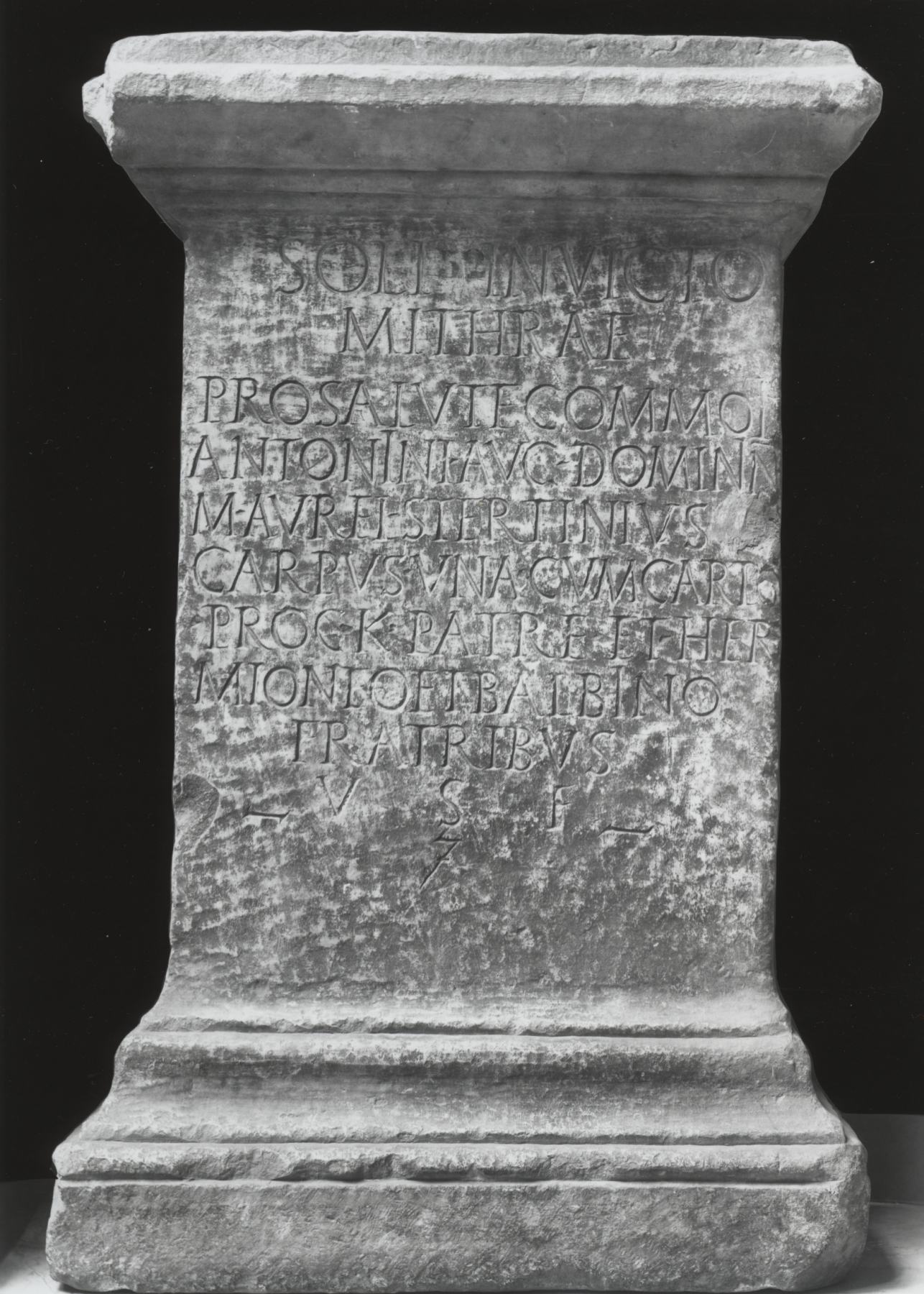
Roman جنازة لوحة تذكارية with لغة لاتينية inscription referring to ميثرا

### من الآثار الأسيوية

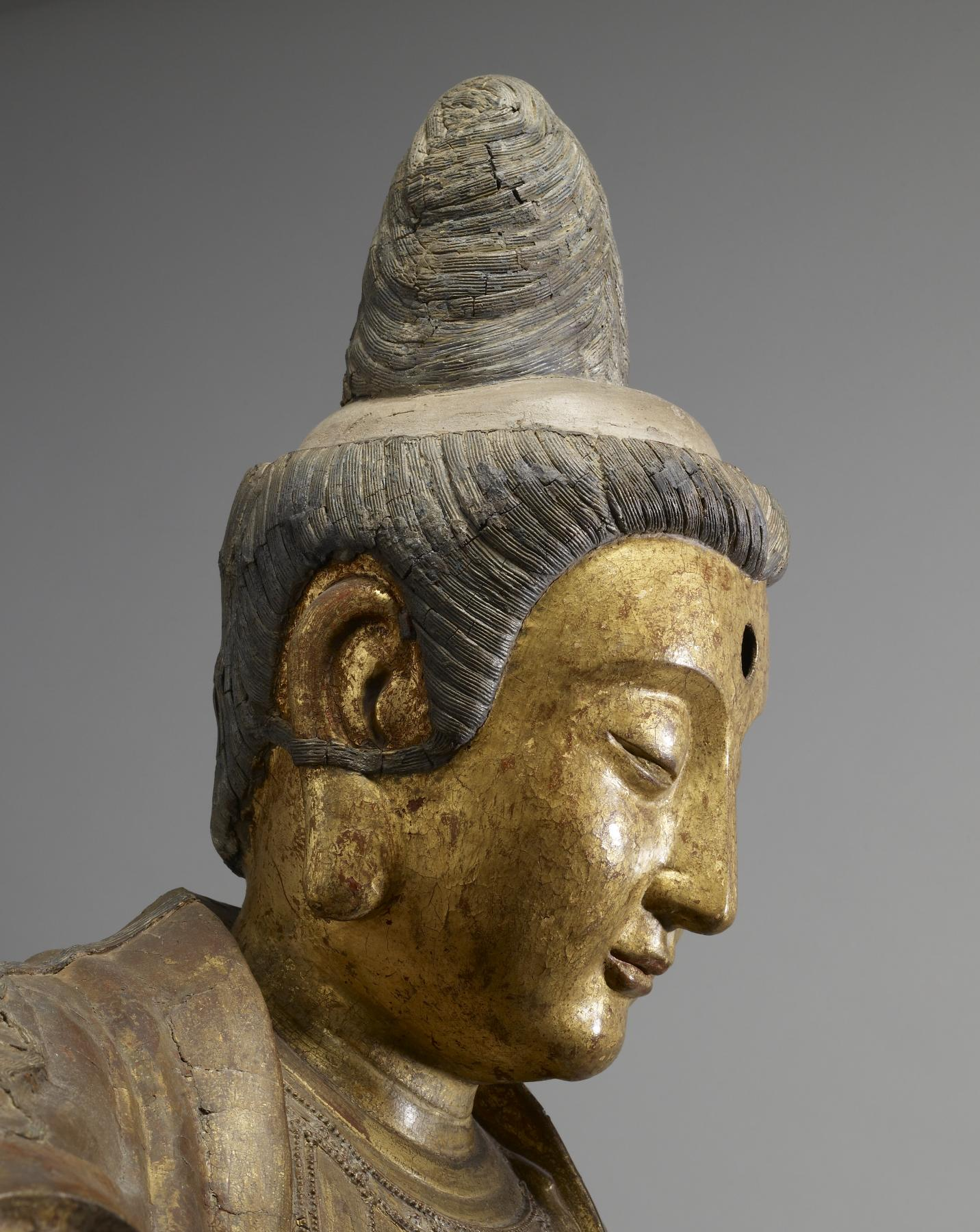
Detail of سلالة مينغ الحاكمة wood and lacquer غوانيين
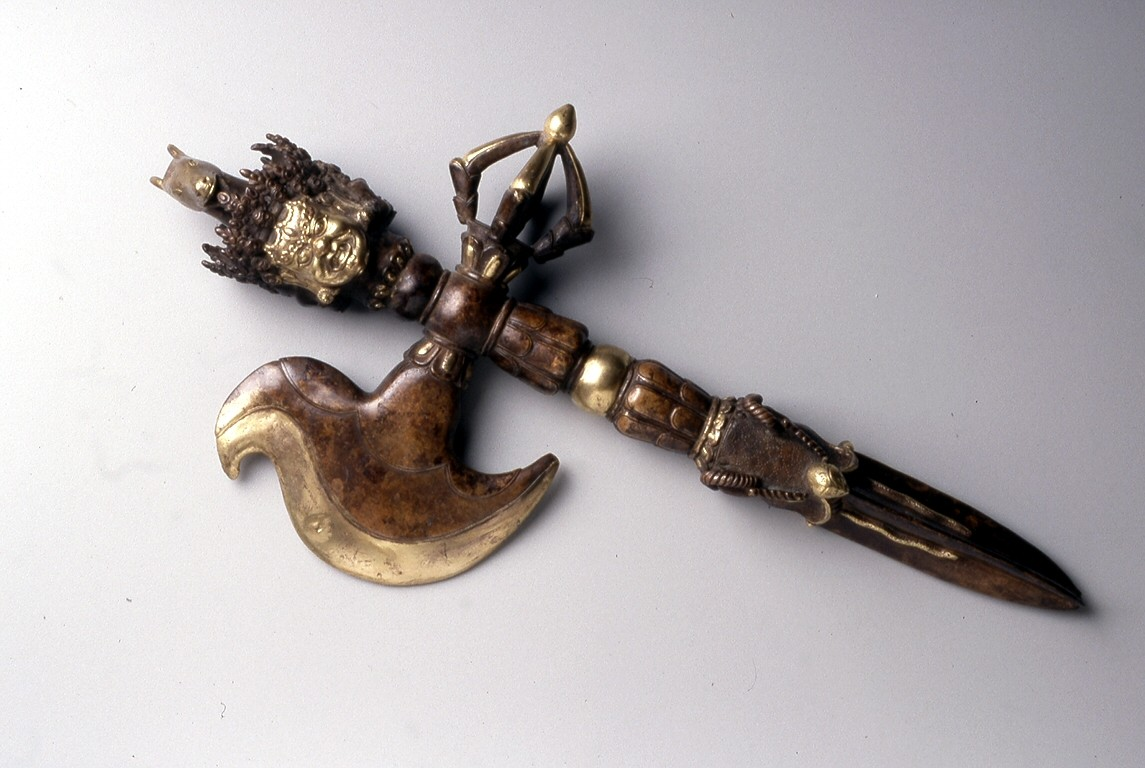
15th-century التبت ritual knife and chopper
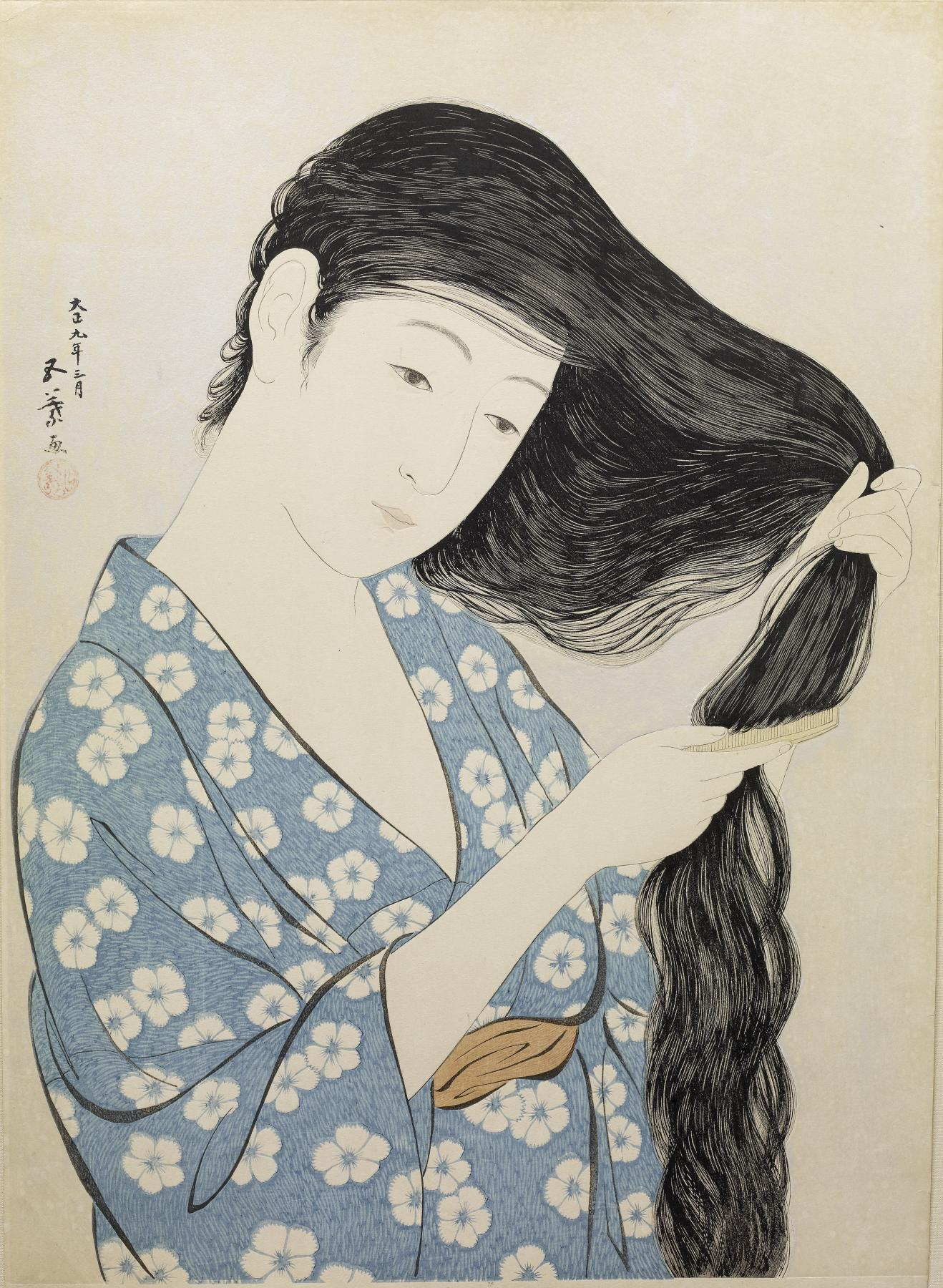
Hashiguchi Goyo, Woman in Blue Combing Her Hair,Japan, 1920
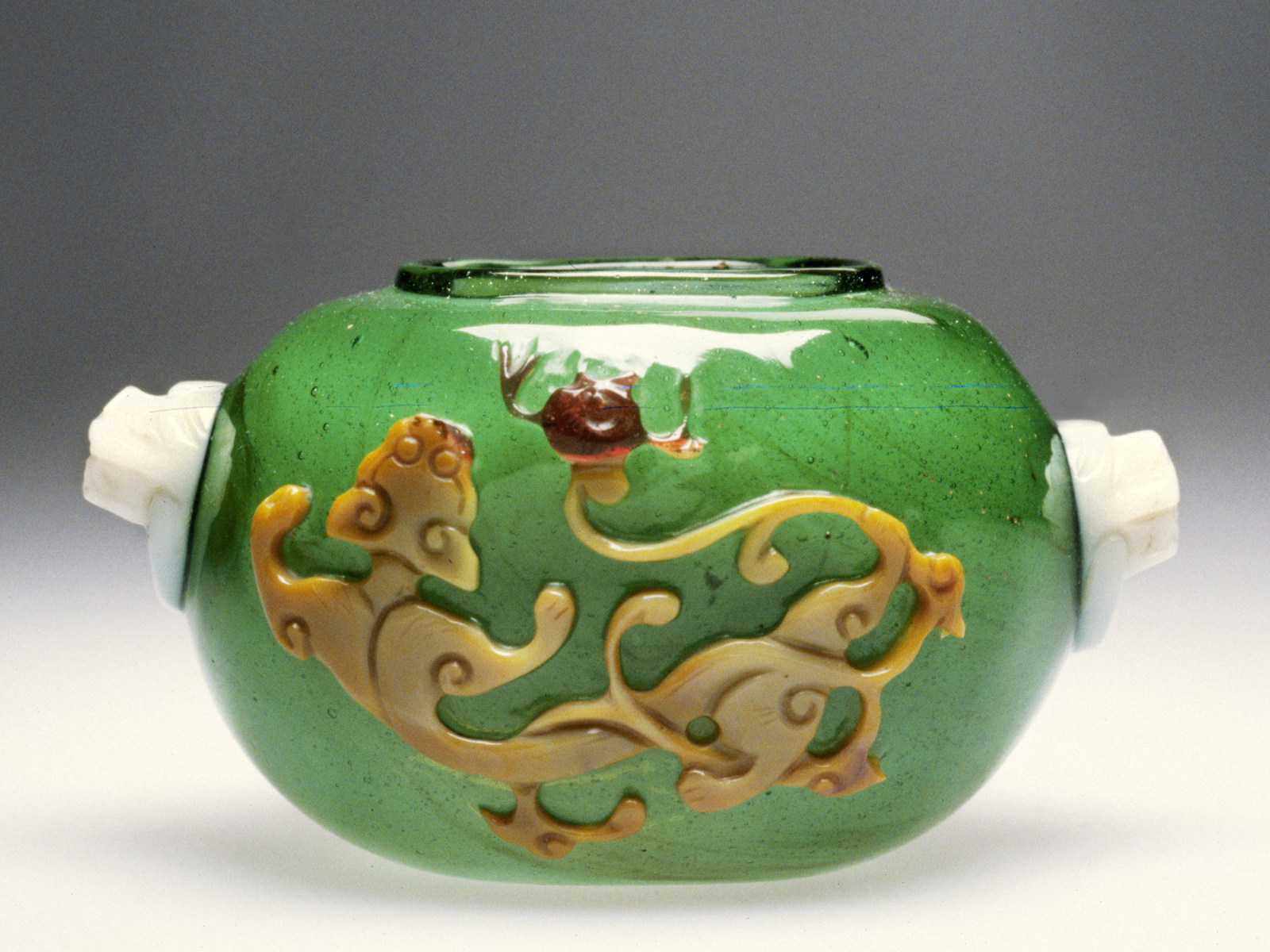
18th-century Chinese jar

### من الآثار الإسلامية

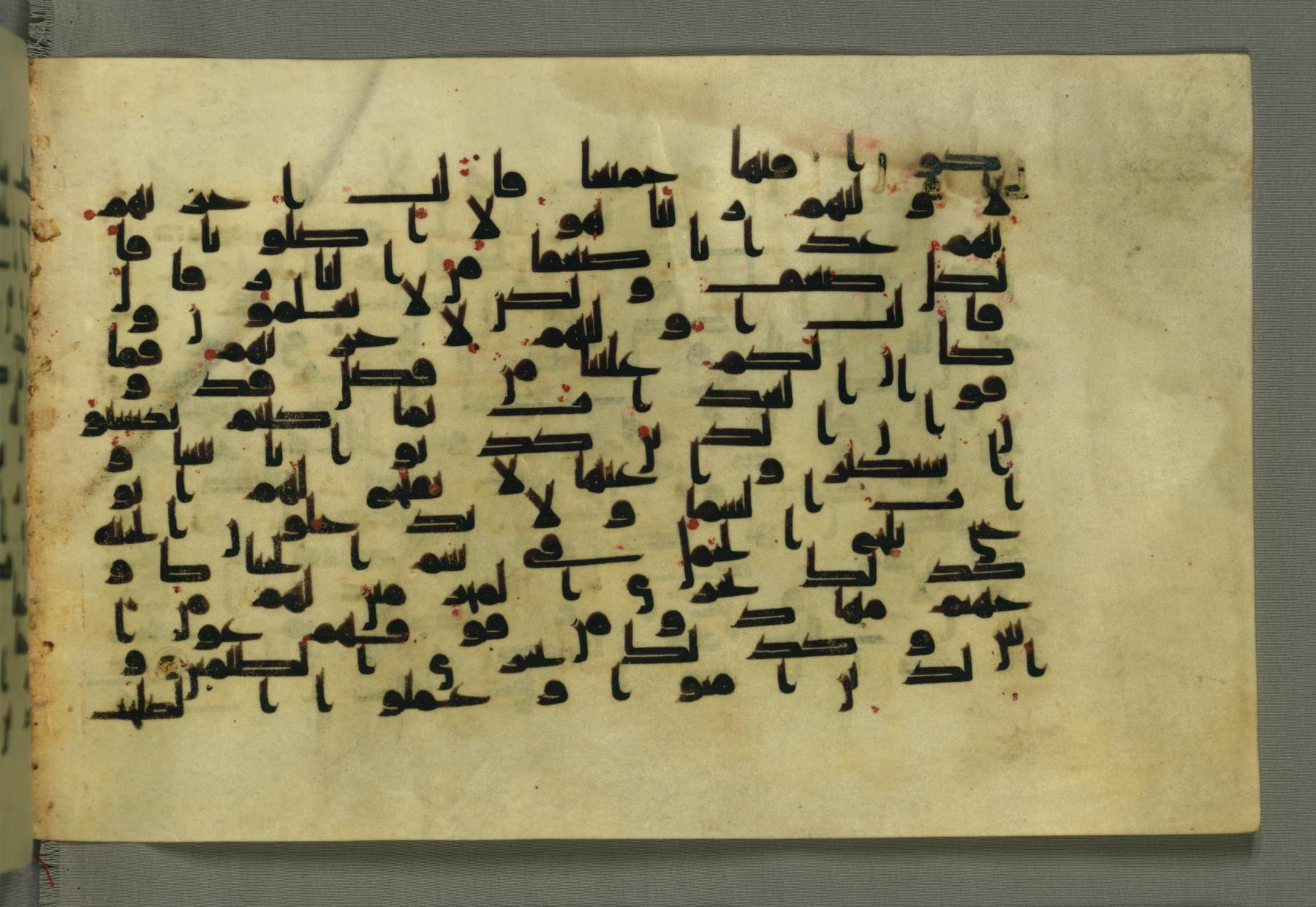
Early القرآن الكريم page in خط كوفي, 9th century
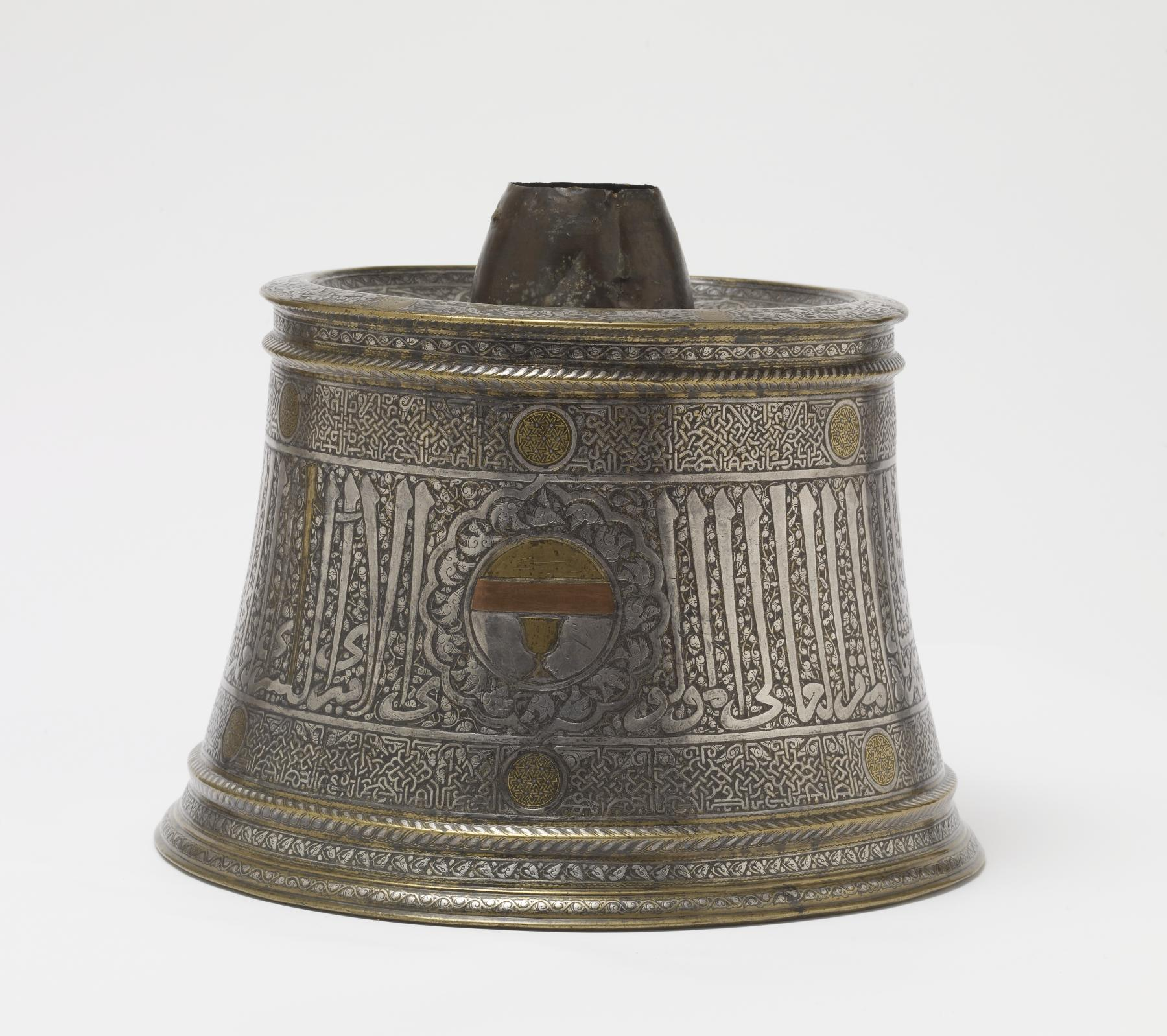
مملوك (تاريخ) candlestick base, c1240, brass with silver, gold and copper inlays
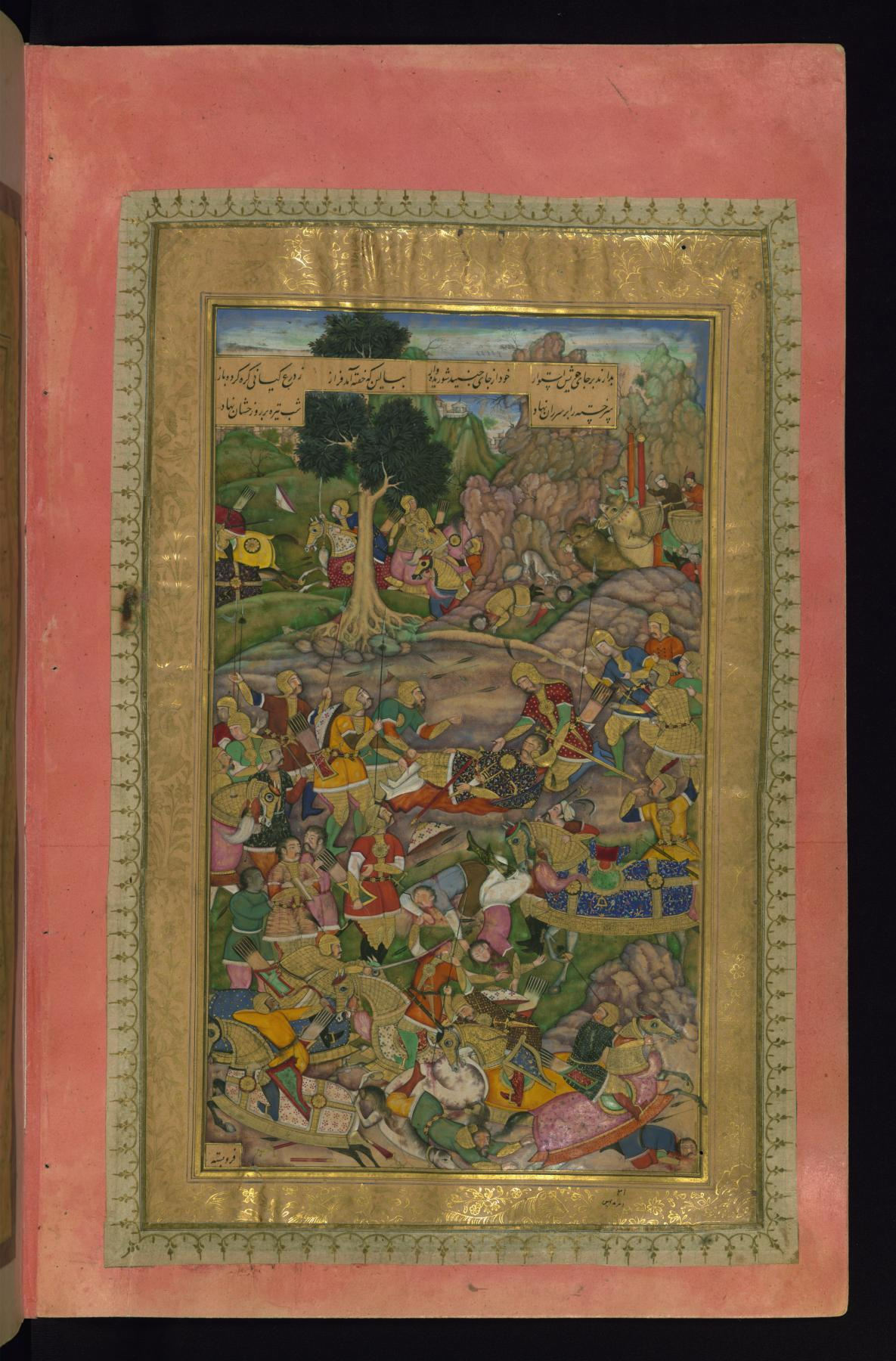
The Death of Darius, Mughal miniature from جلال الدين أكبر's نظامي الكنجوي, 1595
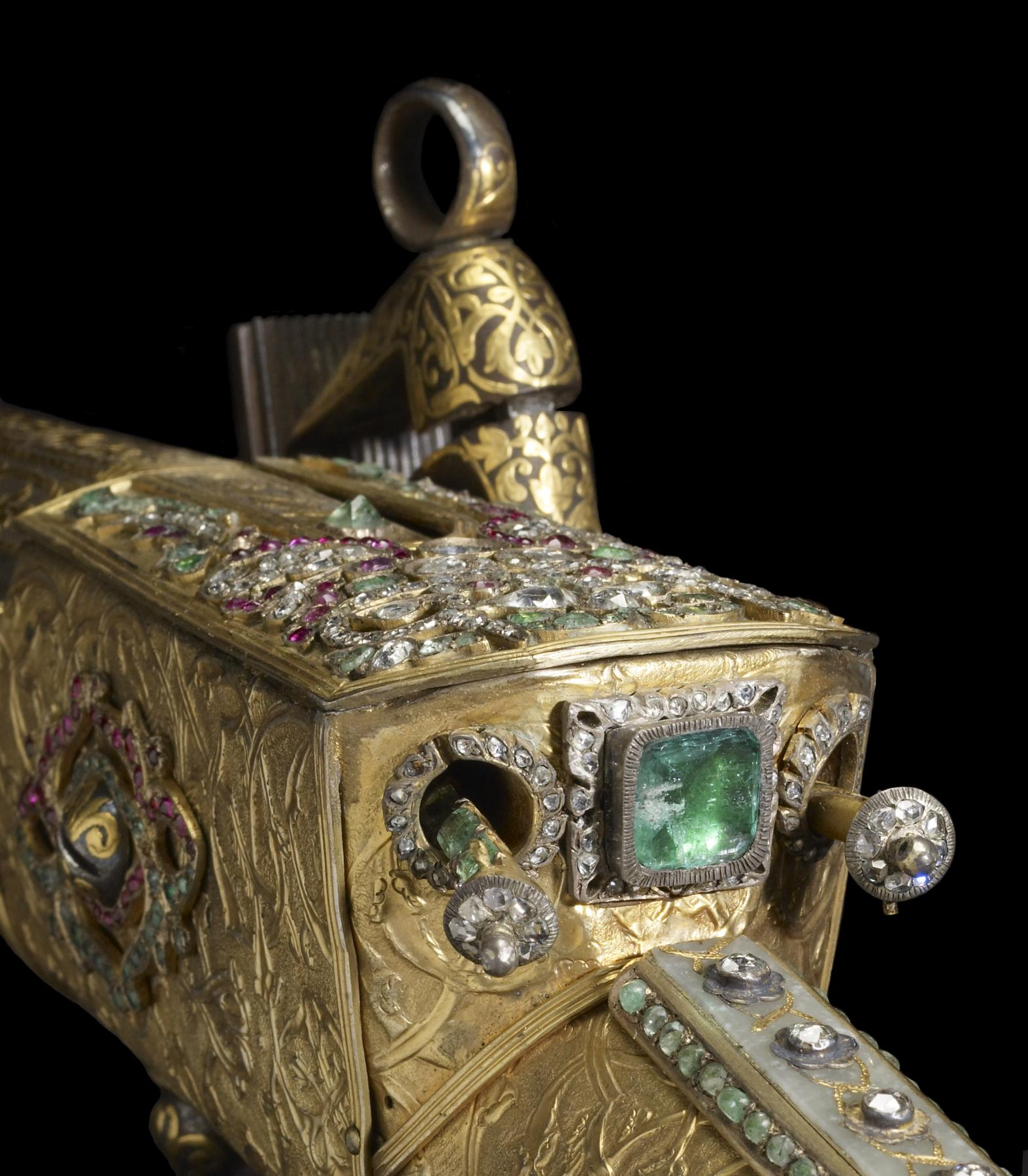
Detail of 18th century ceremonial jeweled Turkish rifle

### من آثار العصور الوسطى

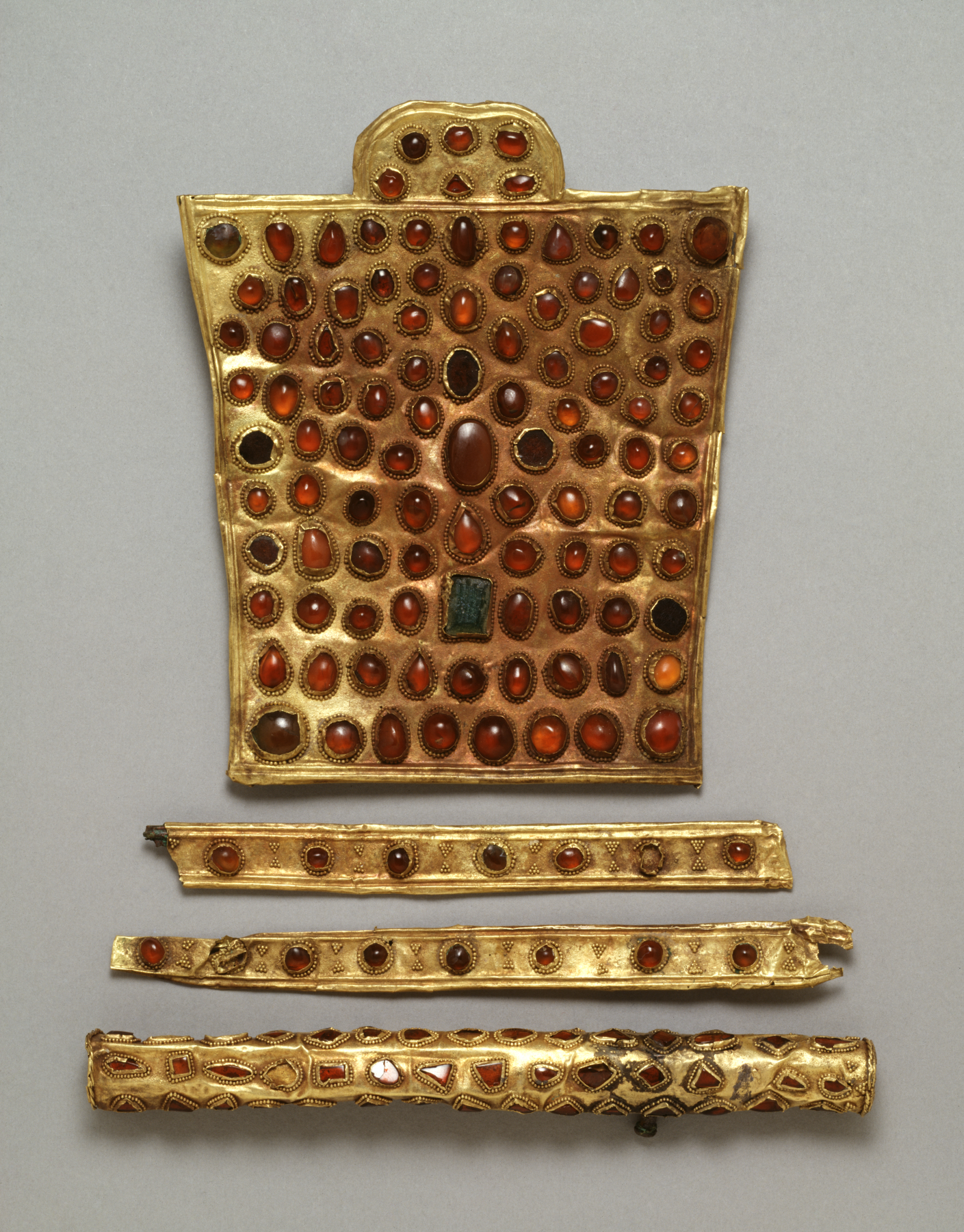
الهون set of عدة الفرس, 4th century
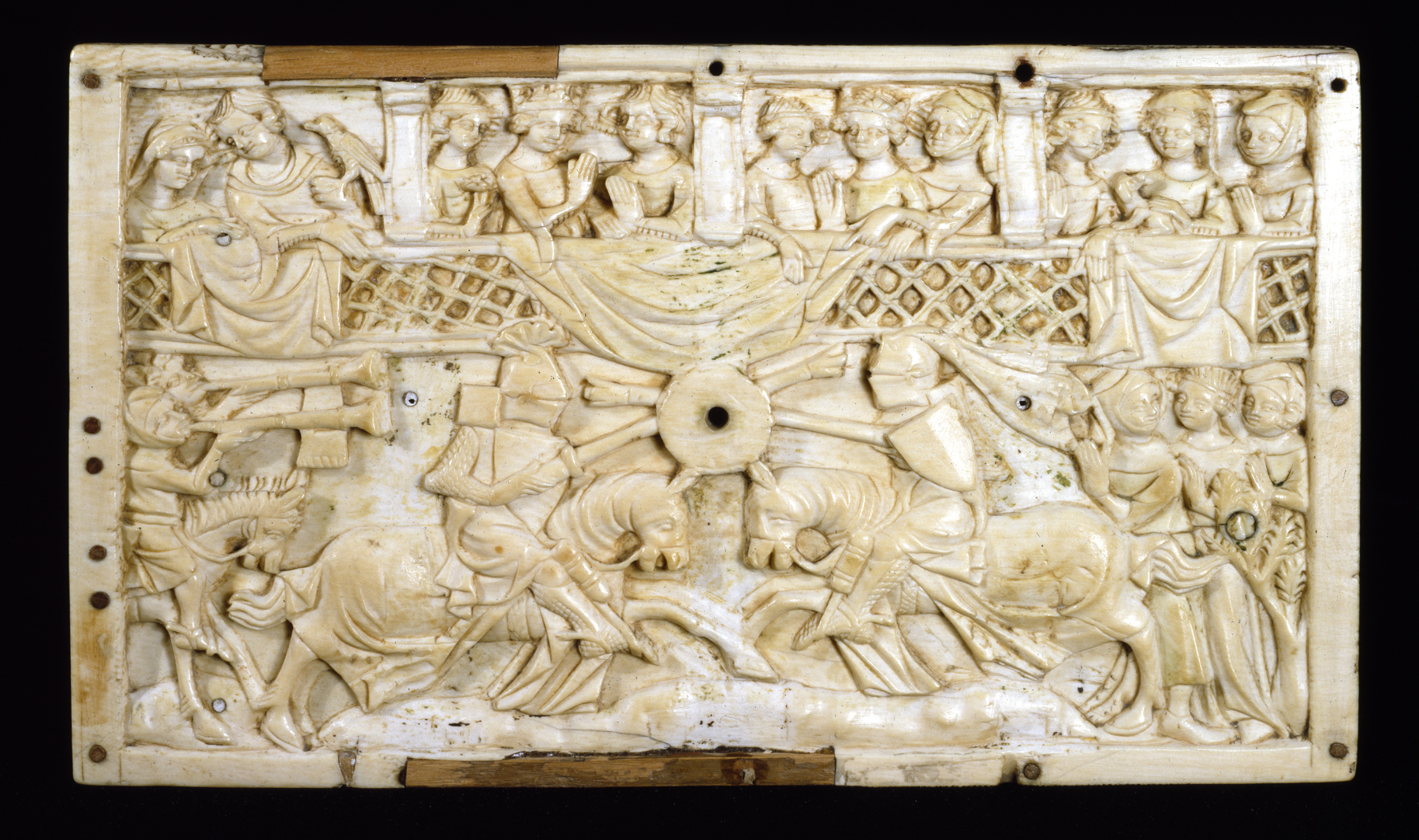
French Gothic ivory Box Lid with a Tournament, 14th century (Walters 71274)
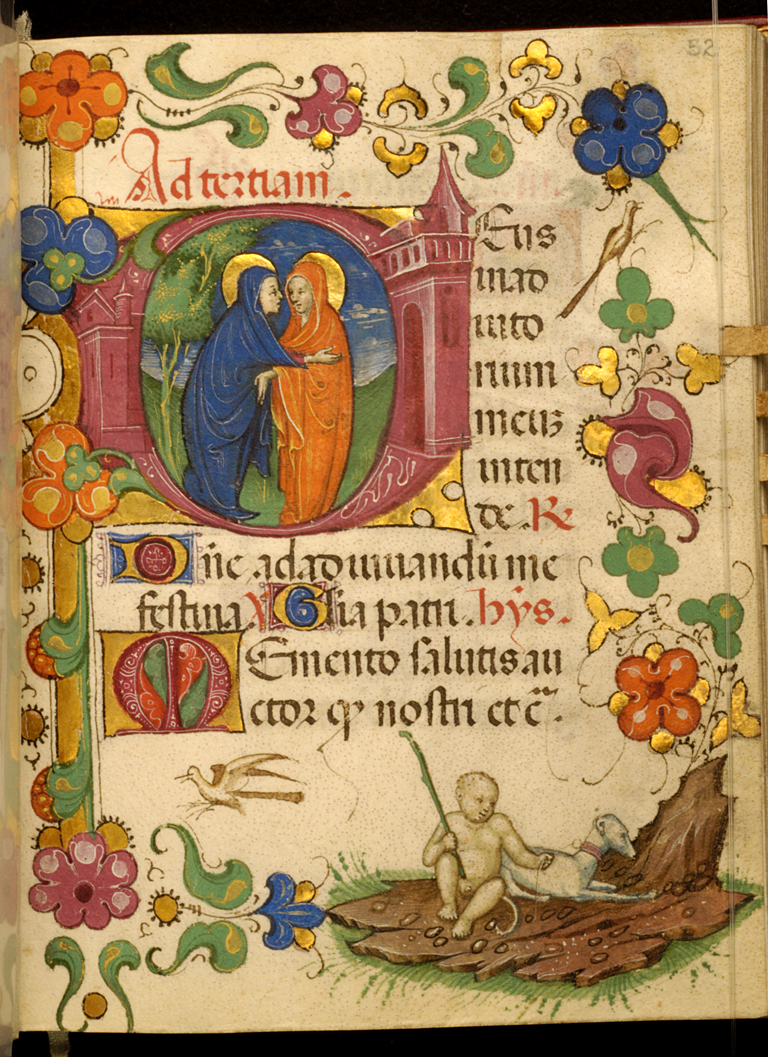
Leaf from Barbavara أجبية, Milan c. 1440
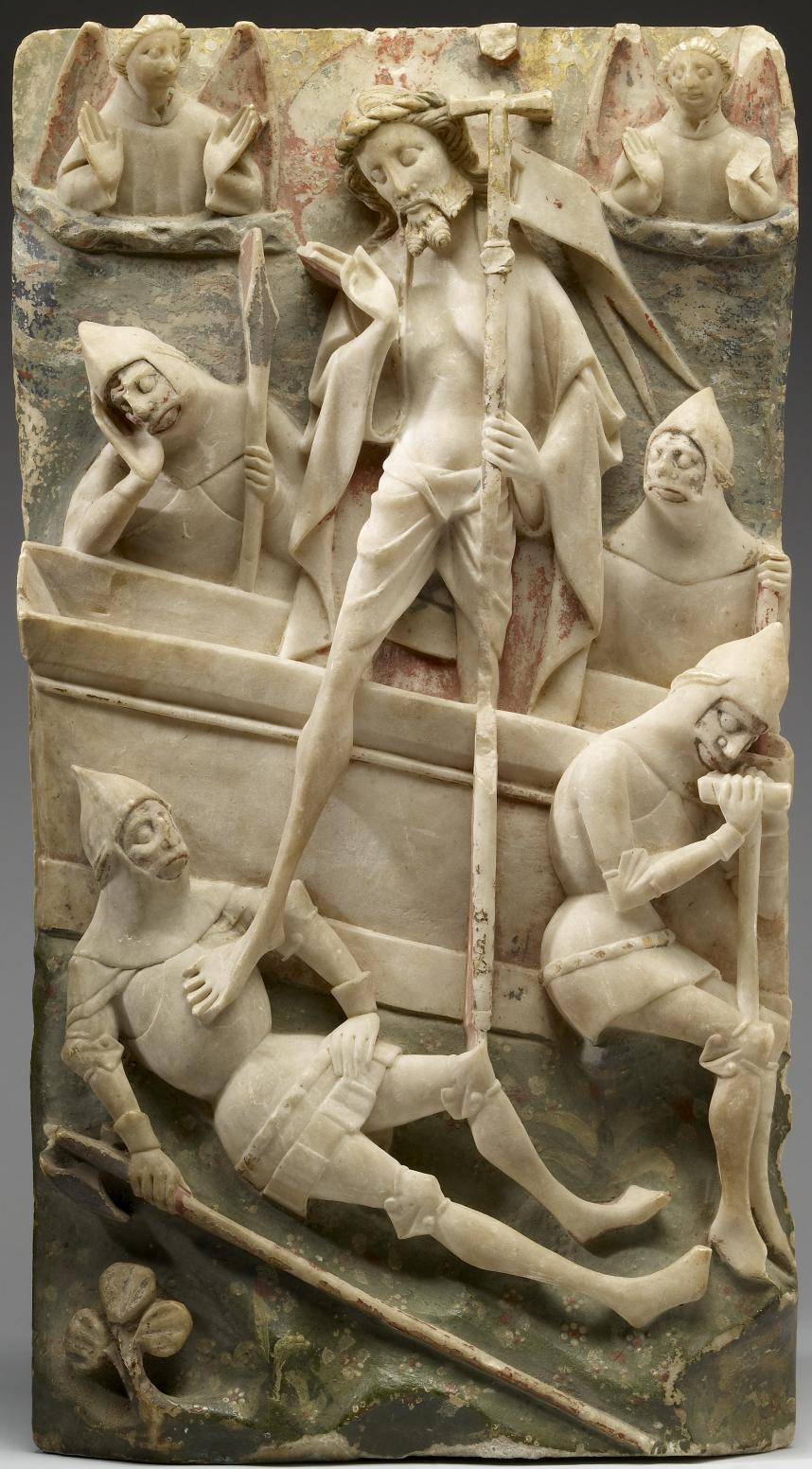
15th century Nottingham alabaster panel of the قيامة يسوع

### من فنون القرن التاسع عشر

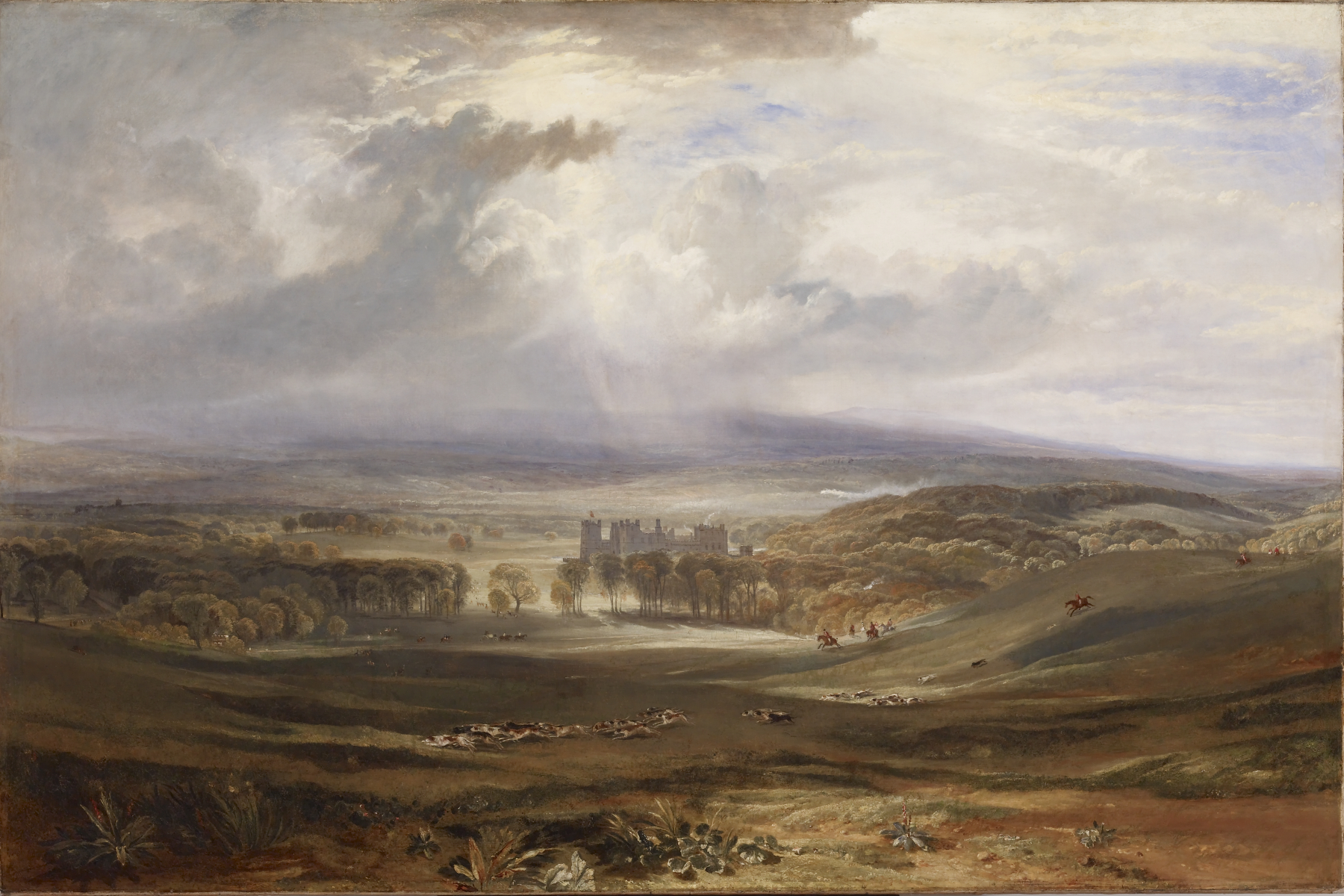
Raby Castle, the Seat of the Earl of Darlington (1817) by تيرنر (رسام)",
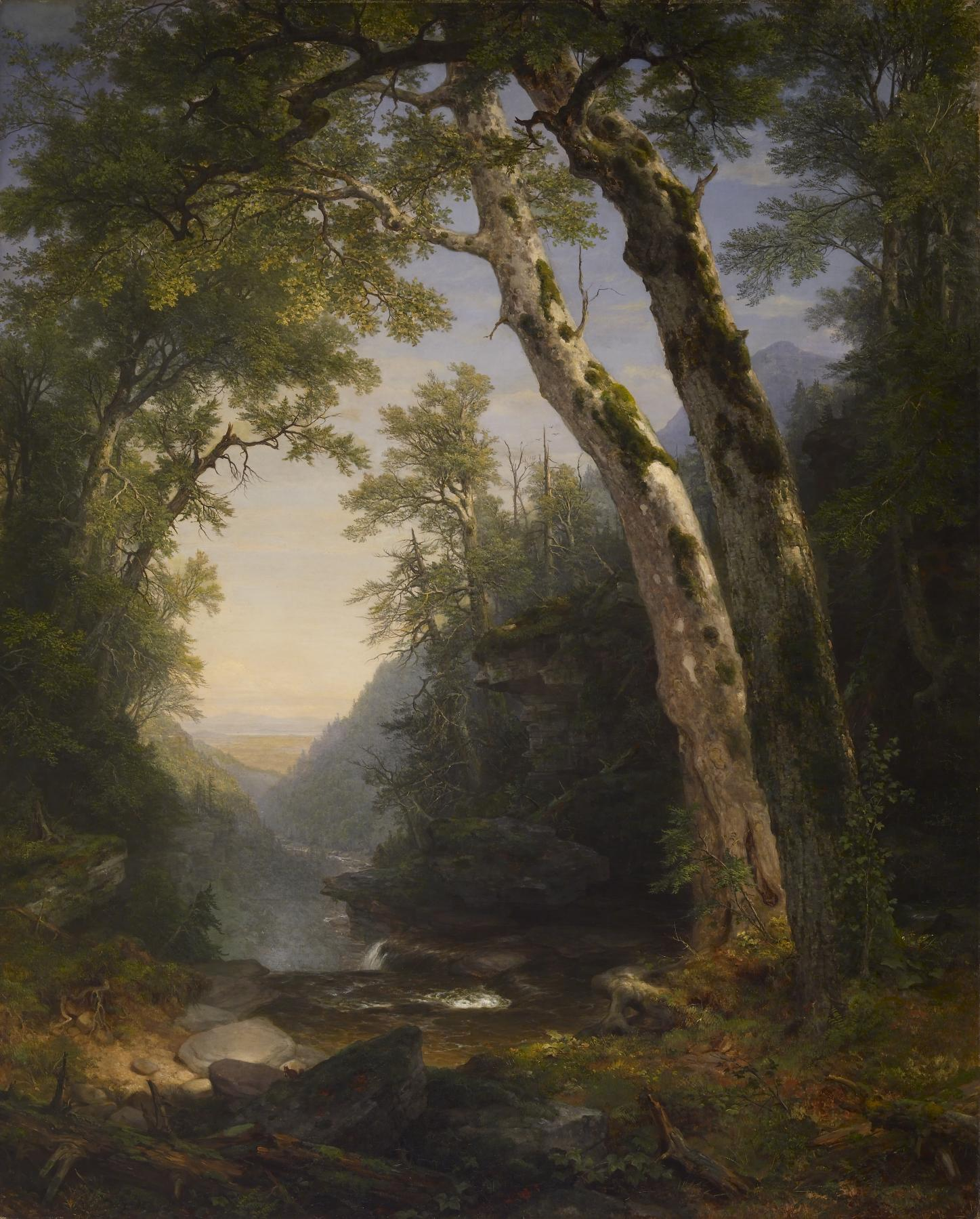
The Catskills (1859) by آشر براون دوراند.
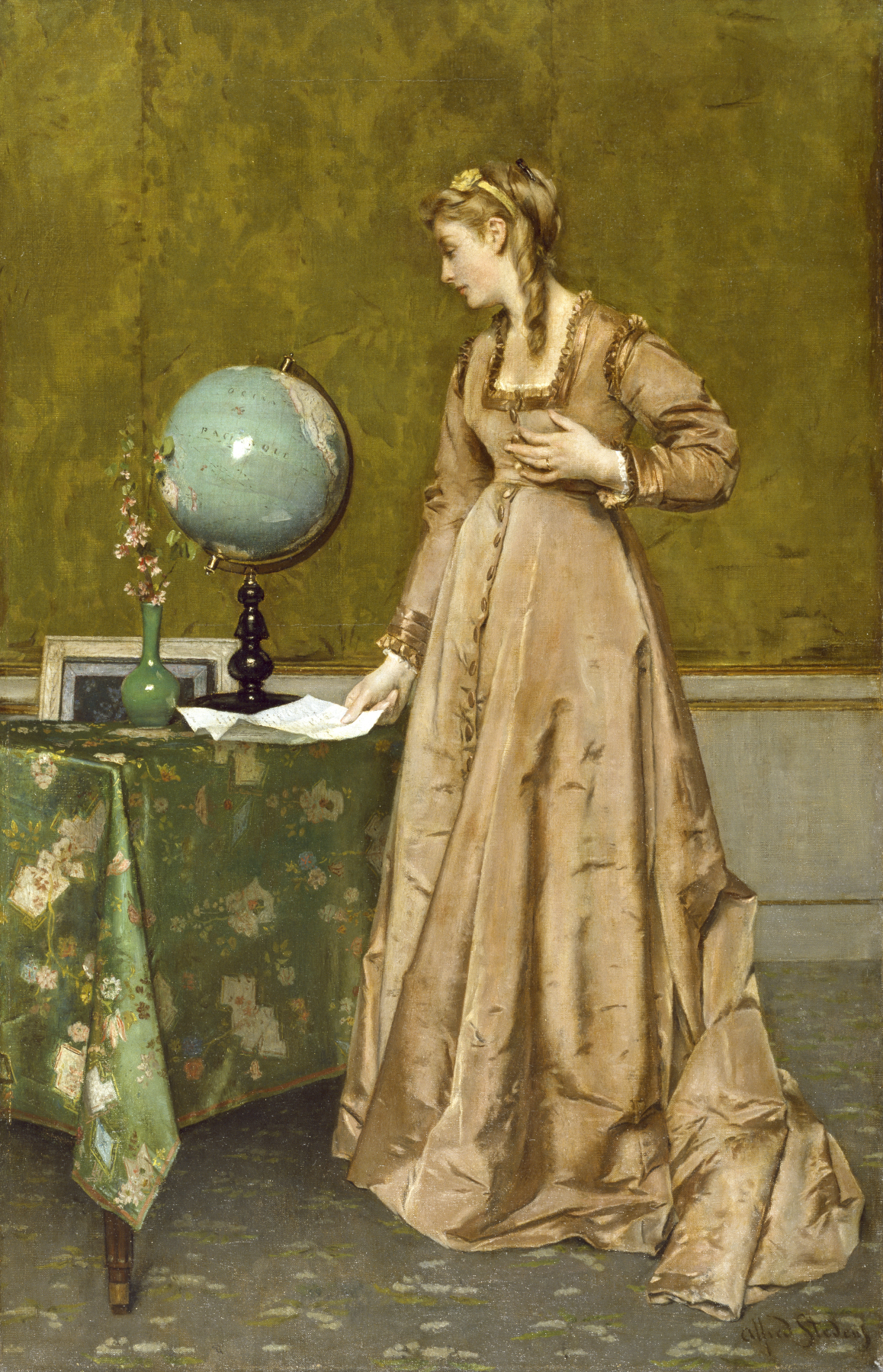
News from Afar (1860) by ألفرد ستيفنز, (Exhibition: "Salute to Belgium, 1980)
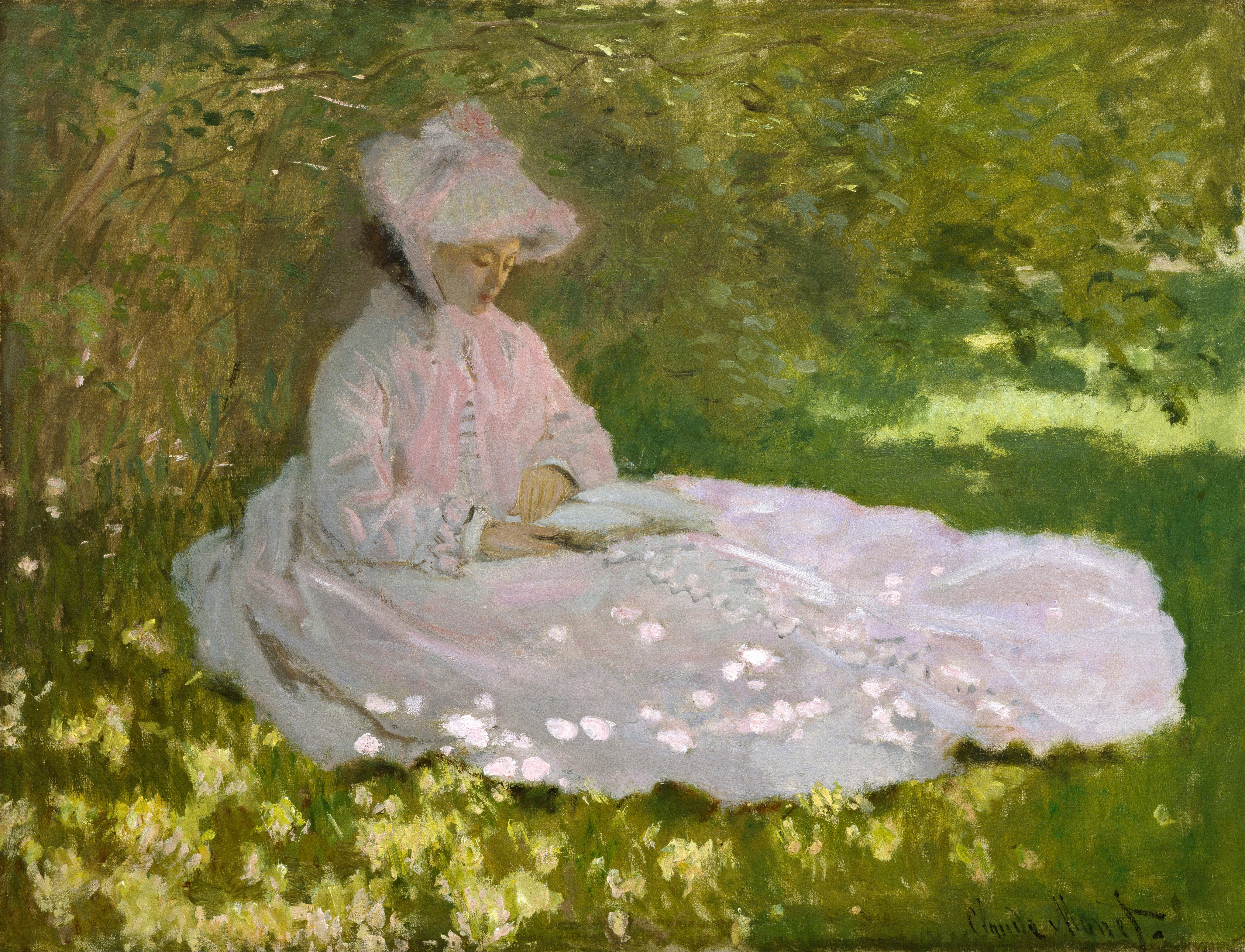
Springtime (1872) by كلود مونيه.
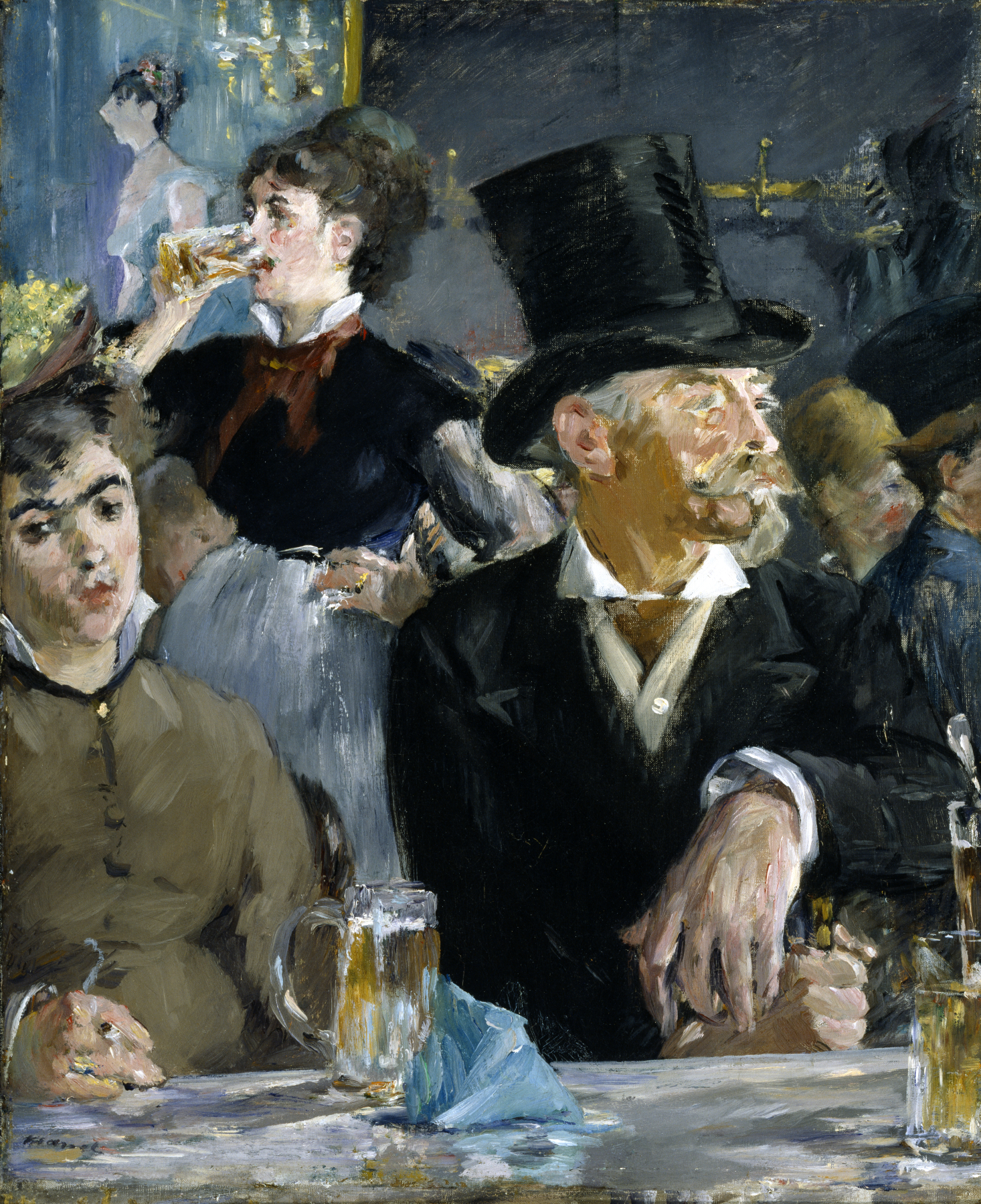
At the Café (ca. 1879) by إدوارد مانيه.
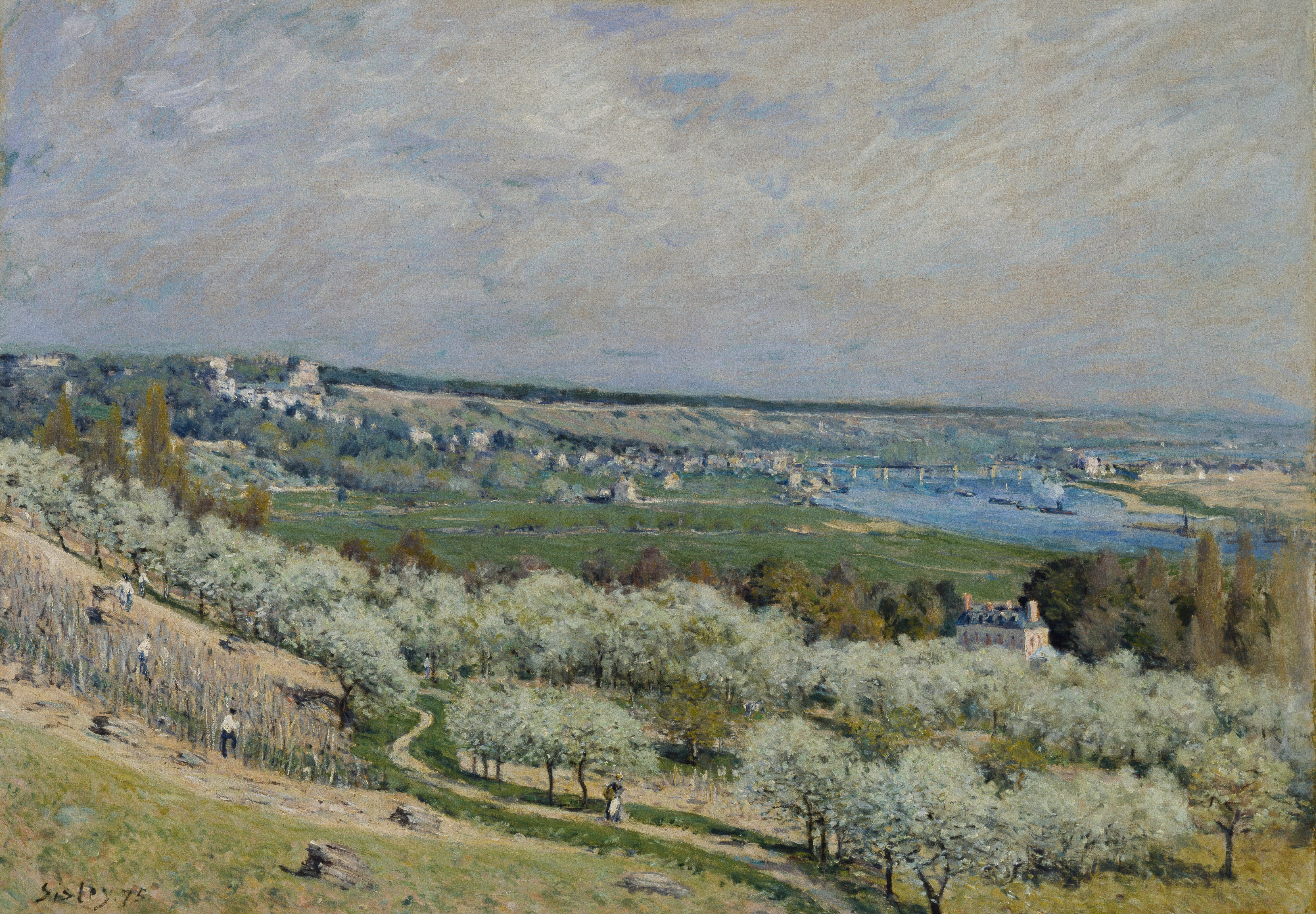
The Terrace at Saint-Germain, Spring (1875) by ألفرد سيسلي.